# Epimecis disserptaria
Epimecis disserptaria är en fjärilsart som beskrevs av Walker 1860. Epimecis disserptaria ingår i släktet Epimecis och familjen mätare. Inga underarter finns listade i Catalogue of Life.